# روبرت كريستغاو
روبرت توماس كريستغاو (من مواليد 18 أبريل 1942) هو صحفي موسيقي وكاتب مقالات أمريكي. من بين النقاد الموسيقيين الأكثر شهرة وتأثيرًا، بدأ مسيرته المهنية في أواخر الستينيات من القرن العشرين كأحد نقاد موسيقى الروك المحترفين الأوائل وأصبح فيما بعد من أوائل المؤيدين للحركات الموسيقية مثل الهيب هوب، وشغب الفتاة، واستيراد الموسيقى الشعبية الأفريقية في الغرب. وقد قضى كريستغاو 37 عامًا كرئيس نقاد موسيقي ومحرر أول في صحيفة ذا فيليج فويس، وهذه الفترة أنشأ وأشرف على استطلاع باز أند جوب السنوي للنقاد. وقام أيضًا بتغطية الموسيقى الشعبية لمجلتي إسكواير، وكريم، وصحيفة نيوزداي، ومجلات بلاي بوي، ورولينغ ستون، وبيلبورد، والإذاعة الوطنية العامة، وبليندر، وإم إس إن ميوزك. وكان مدرس فنون زائرًا في جامعة نيويورك. ووصف جيمي ألين، كاتب سي إن إن، كريستغاو بأنه «يماثل إي إف هوتون في عالم الموسيقى - عندما يتحدث، يستمع الناس».
يشتهر كريستغاو بمراجعاته الكبسولية المقتضبة للألبومات المصنفة بالحروف، والتي تتكون بأسلوب نثر مجزأ ومركّز يضم عبارات متعددة الطبقات، وذكاء لاذع، ونكات السطر الواحد، واستطرادات سياسية، وتلميحات تتراوح من المعرفة العامة إلى الباطنية. وقد نُشرت المراجعات في الأصل في أعمدة «دليل المستهلك» خلال فترة عمله في ذا فيليج فويس من عام 1969 حتى عام 2006، وجرى جمع المراجعات على شكل كتاب من ثلاثة مجلدات تغطي كل منها عقدًا من الزمن، وهي: دليل سجل كريستغاو: ألبومات موسيقى الروك في سبعينيات القرن العشرين (1981)، ودليل سجل كريستغاو: ثمانينيات القرن العشرين (1990)، ودليل المستهلك لكريستغاو: ألبومات تسعينيات القرن العشرين (2000). كما جرى نشر مجموعات متعددة من مقالاته على شكل كتاب، واستضاف موقع إلكتروني نُشر باسمه منذ عام 2001 معظم أعماله بشكل حر.
في عام 2006 استغنت ذا فويس عن خدمات كريستغاو بعد استحواذ نيو تايمز ميديا على الصحيفة. وواصل كتابة المراجعات بتنسيق «دليل المستهلك» لصالح إم إس إن ميوزك، وكيوبوينت، ونويزي- قسم الموسيقى في فايس - حيث نشر مراجعاته في عموده «شاهد خبير» حتى يوليو عام 2019. وفي سبتمبر من ذلك العام أطلق نشرة إخبارية مدفوعة الأجر بعنوان أند إيت دونت ستوب، نُشرت على منصة الرسائل الإخبارية عبر البريد الإلكتروني سبستاك وتضم عمودًا شهريًا بعنوان «دليل المستهلك»، من بين كتابات أخرى.

## النشأة
ولد كريستغاو في غرينتش فيليج في مانهاتن في مدينة نيويورك، في 18 أبريل من عام 1942، ونشأ في كوينز، وهو ابن رجل إطفاء. قال إنه أصبح من محبي موسيقى الروك أند رول عندما انتقل الدي جيه ألان فريد إلى المدينة في عام 1954.
بعد التحاقه بالمدرسة العامة في مدينة نيويورك، التحق بكلية دارتموث وتخرج عام 1962 بدرجة البكالوريوس باللغة الإنجليزية. وفي الكلية تحولت اهتماماته الموسيقية إلى موسيقى الجاز، لكنه سرعان ما عاد إلى موسيقى الروك بعد عودته إلى نيويورك. قال كريستغاو إن ألبوم مايلز ديفيس لعام 1960 إسكتشات من إسبانيا بدأ فيه «مرحلة واحدة من خيبة الأمل من موسيقى الجاز التي أدت إلى عودتي إلى موسيقى الروك أند رول». تأثر بشدة بكتاب الصحافة الجديدة مثل غاي تاليس وتوم وولف. قال كريستغاو لاحقًا: «كانت طموحاتي عندما ذهبت إلى الصحافة دائمًا، إلى حد ما، أدبية».

## مسيرته المهنية
كتب كريستغاو قصصًا قصيرة، قبل أن يتخلى عن الرواية في عام 1964 ليصبح كاتبًا رياضيًا، ولاحقًا، كان مراسلًا للشرطة في نيوارك ستار ليدجر. وأصبح كاتبًا مستقلًا بعد نشر قصة كتبها عن وفاة امرأة في نيو جيرسي في مجلة نيويورك. وكان كريستغاو من بين أول نقاد موسيقى الروك المكرسين. طُلب إليه تولي العمود الموسيقي الخامل في إسكواير، والذي بدأ كتابته في يونيو عام 1967. كما ساهم في مجلة تشيتا في ذلك الوقت. وأصبح بعد ذلك صوتًا رائدًا في تشكيل الجمالية الموسيقية السياسية التي تجمع بين سياسة اليسار الجديد والثقافة المضادة. بعد أن أوقفت إسكواير العمود، انتقل كريستغاو إلى صحيفة ذا فيليج فويس في عام 1969، وعمل أيضًا كأستاذ جامعي.

منذ وقت مبكر من ظهوره كناقد، كان كريستغاو مدركًا لافتقاره إلى المعرفة الرسمية بالموسيقى. في مقال عام 1968 علق:
أنا لا أعرف أي شيء عن الموسيقى، وهذا يفترض أن يكون اعترافًا ضارًا ولكنه ليس كذلك. الحقيقة هي أن كتاب البوب عمومًا يخجلون من هذه الأركانا مثل دليل المقام ومقياس الإيقاع. اعتدت على ذلك، أعترف بمخاوفي بشأن ذلك للأصدقاء في صناعة التسجيلات، الذين طمأنوني. لم يعرفوا أي شيء عن الموسيقى أيضًا. قيل لي إن الأشياء التقنية لا تهم. عليك فقط اكتشافها.
في أوائل عام 1972 قبل كريستغاو وظيفة بدوام كامل كناقد موسيقي لصالح نيوزداي. وعاد إلى ذا فيليج فويس في عام 1974 كمحرر موسيقى. وفي مقال نشرته الصحيفة عام 1976 صاغ كريستغاو مصطلح «مؤسسة نقد الروك» لوصف نمو تأثير نقاد الموسيقى الأمريكيين. وحملت مقالته العنوان الفرعي بين قوسين «ولكن هل هذا سيئ لموسيقى الروك؟» وأدرج ديف مارش، وجون روكويل، وباول نيلسون، وجون لاندو، ونفسه كأعضاء في هذه «المؤسسة».
بقي كريستغاو في ذا فيليج فويس حتى أغسطس عام 2006، عندما طُرد بعد فترة وجيزة من استحواذ نيو تايمز ميديا على الصحيفة. وبعد شهرين أصبح كريستغاو محررًا مساهمًا في مجلة رولينغ ستون (التي نشرت لأول مرة مقالته عن ألبوم واو لفرقة موبي غريب في عام 1968). وفي أواخر عام 2007، طُرد كريستغاو من قبل رولينغ ستون، على الرغم من استمراره في العمل في المجلة لمدة ثلاثة أشهر أخرى. بدءًا من إصدار مارس عام 2008، انضم إلى بليندر، حيث جرى إدراجه بصفة «ناقد أول» لثلاثة أعداد، ثم «محرر مساهم». وكان كريستغاو مساهمًا منتظمًا في بليندر قبل انضمامه إلى رولينغ ستون. وواصل الكتابة لصالح بليندر حتى توقفت المجلة عن الصدور في مارس من عام 2009.
في عام 1987، حصل على زمالة غوغنهايم في مجال «الفولكلور والثقافة الشعبية» لدراسة تاريخ الموسيقى الشعبية.
كتب كريستغاو أيضًا بشكل متكرر لصالح بلاي بوي وسبين وكريم. وظهر في عام 2011 في وثائقي الروك كلر مي أوبسسد، الذي تحدث عن فرقة ريبليسمنتس.
درّس سابقًا خلال سنوات التأسيس لمعهد كاليفورنيا للفنون. واعتبارًا من عام 2007 أصبح أيضًا أستاذًا مساعدًا في قسم كلايف ديفيس للموسيقى المسجلة في جامعة نيويورك.
في أغسطس عام 2013، كشف كريستغاو في مقال كتبه لموقع بارنز أند نوبل أنه يكتب مذكراته. وفي 15 يوليو عام 2014 بدأ كريستغاو لأول مرة عمودًا شهريًا على موقع بيلبورد.